# Bernardin de Corneillan
Bernardin de Corneillan (né vers 1577 à Orlhonac, mort le 8 septembre 1645) est un ecclésiastique qui fut évêque de Rodez de 1614 à 1645.

## Biographie
Bernardin est le troisième évêque de Rodez consécutif issu de la famille de Vernède, dont les membres sont devenus seigneurs de  Corneillan ou Corneilhan en Armagnac à l'ouest d'Auch. Il est le fils d'Antoine et de Jeanne de Lau. Ses oncles sont l'évêque François de Corneillan, Bernardin dom d'Aubrac de 1585 à 1596 et Jean, gouverneur de Rodez en 1582. On connait peu de chose sur son éducation mais il étudie à Toulouse avec le futur évêque Jean-Louis de Bertier et y obtient une licence en théologie. Chanoine de la cathédrale de Rodez et archidiacre de Conques, il est ordonné prêtre en avril 1604. Prieur de Saint-Mont dans le diocèse d'Auch, il est désigné comme coadjuteur par son oncle le 3 août 1605 et nommé le même jour évêque titulaire de Nicopolis ad Iaterum (de) et consacré comme tel par l'archevêque d'Auch. Il succède à son oncle le 13 septembre 1614.  
Il est député par la province du Rouergue en 1610 pour prêter le serment de fidélité au jeune roi Louis XIII. Il établit ensuite plusieurs séminaires dans son diocèse, fonde un collège à Villefranche-de-Rouergue en 1621, favorise l'établissement des Ursulines en 1627 et des Visitandines en 1641. Il obtient du roi en 1642 le privilège de choisir comme coadjuteur son cousin germain François de Corneillan-Mondenard. Il teste le 18 mai 1645 et institue comme héritier son neveu Antoine-Renaud de Corneillan. Il meurt dès le 8 septembre suivant mais son successeur désigné à l'évêché ne lui survit que quelques mois